# Paganisme

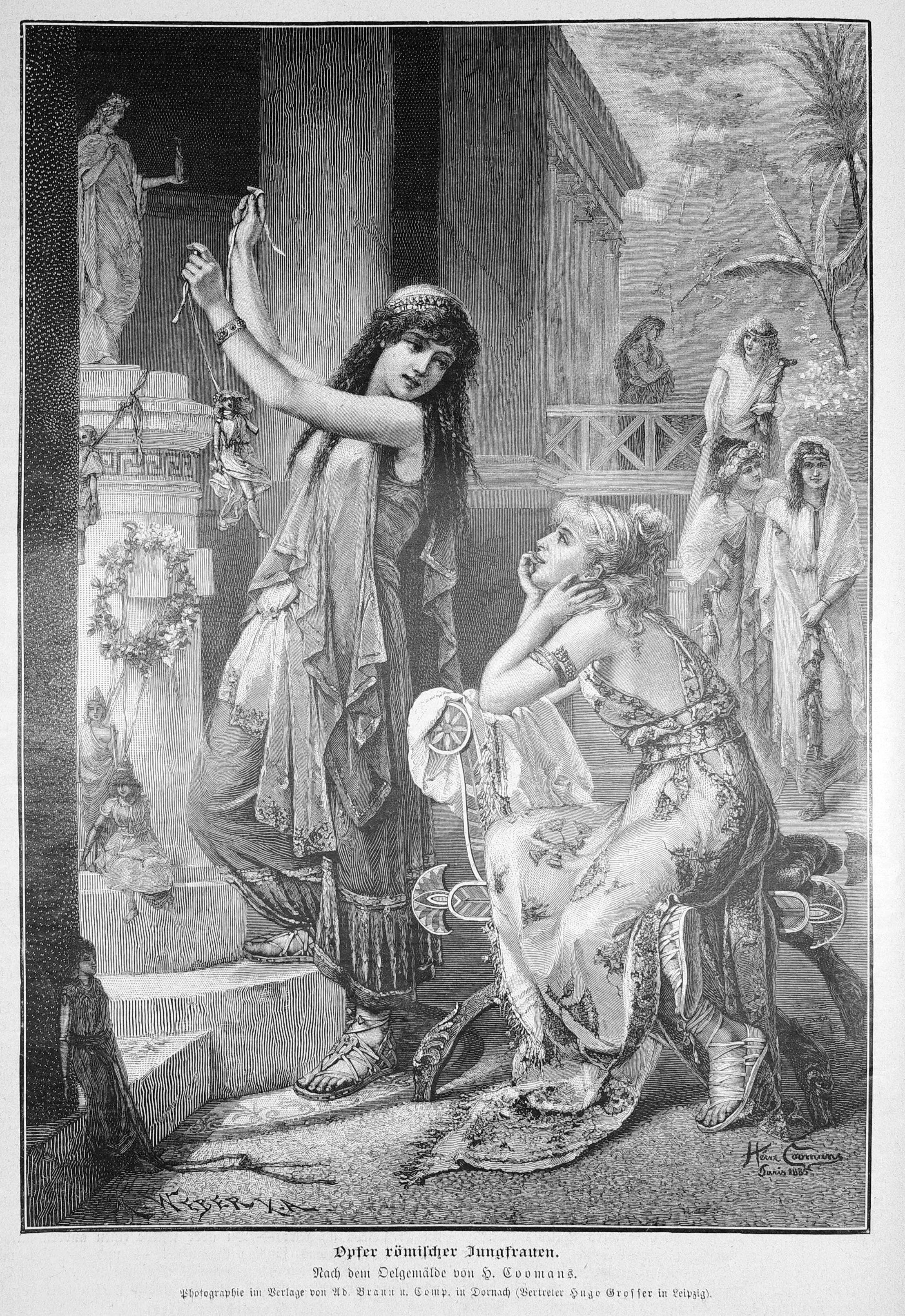
Il·lustració del 1887 que mostra dues dones romanes oferint un sacrifici a la deessa Vesta.

El paganisme (del llatí pagus, 'el camp') és la religió de persones abans de l'arribada del cristianisme, o que refusaven convertir-se. A començament era un terme despectiu. És un mot que a l'origen servia per descriure la religió precristiana dels grecs i els romans als primers temps del cristianisme. Ja en l'Antic Testament de la Bíblia, Jahvé, que el profeta Jeremies considerava ser l'únic Déu, segons el mateix Jeremies, no és mostrava gaire indulgent amb qui refusava la seva unicitat: «no tindran escapador».
Modernament, es fa servir per designar persones que adopten o volen fer reviure religions antigues, també anomenats neopaganistes.
En els escrits jueus, d'una banda, es fa una distinció entre el poble d'Israel i els goyim, que habitualment es refereix als seguidors del politeisme grec i romà i en alguns casos també als no jueus que es van convertir al cristianisme. Es distingeix entre cristians jueus (jueus que s'han convertit al cristianisme) i cristians gentils (seguidors d'altres religions o persones no religioses que s'han convertit al cristianisme). Pau es va anomenar apòstol dels gentils perquè es va veure encarregat d'ensenyar i predicar als no israelites. Tradicionalment, els pagans eren generalment vists i tractats com a infidels pels seguidors de les religions monoteistes.
El cristianisme es va introduir primer en el món urbà, però la gent del camp van persistir encara molt més temps les creences religioses llatines i hel·lèniques antigues, de manera que pagà va esdevenir sinònim de no haver abraçat el cristianisme. Aquest sentit és anàleg al terme gentil entre els jueus o infidel entre els musulmans. Del punt de vista dels monoteistes, que pretenen tenir un sol i ver déu, la religió de la gent del camp, els pagans, era politeista i per això menyspreable.
L'Edicte de Tessalònica decretat l'any 380 per l'emperador romà Teodosi I el gran va fer del cristianisme la religió d'estat de l'Imperi Romà i que d'aleshores ençà va considerar els que el refusen «dements i bojos sobre els quals pesarà la infàmia de la heretgia». i a continuació es van intentar suprimir o cristianitzar molts costums pagans, que encara es poden observar al llarg de l'antiguitat tardana, però cap al 400 el nombre de seguidors dels cultes pagans havia disminuït notablement, sobretot perquè els cristians també posaven èmfasi en les tradicions culturals com l'educació clàssica. Les religions precristianes no van desaparèixer de la nit al dia. Al nord d'Europa els primers missionaris van arribar al segle x i es «vint segles de cristianisme» hi són molt relatius. Tot i això, devers el primer mil·lenni, «l'Església es forta i comença a lluitar contra les restes del paganisme a Europa». Les Croades Bàltiques van ser campanyes de colonització i cristianització realitzades per ordes militars i regnes cristians catòlics a finals de segle xii, principalment contra els pobles pagans bàltics, fínics i eslaus occidentals de les costes sud i est del mar Bàltic, i en menor mesura també contra els eslaus cristians ortodoxos (eslaus orientals) i els habitants originals de Prússia coneguts com a antics prussians (o borussians), que també inclouen pobles finoúgrics.
Paganisme es diu també en l'edat moderna, la tendència d'adoptar, les religions europees antigues, especialment la celta, germànica, grega o llatina. En total, gairebé un 7% de la població mundial pot ser definida com a practicant d'alguna forma de religió precristiana, o pagana.
Els sociòlegs nord-americans Vale i Sulak distingeixen tres formes de paganisme: paleopaganisme, que segueix cultes pagans originaris, mesopaganisme, cultes que han mantingut trets pagans però que són influïts pel monoteisme o altres creences de la zona d'influència, i neopaganisme: cultes que busquen reviure el paganisme entre comunitats on ja no es practica.

## Nomenclatura i etimologia

### Pagà
El terme "pagà" prové del llatí paganus i últimament de pagus, que denominava una regió delimitada per fronteres.
| Owen Davies, Paganism: A Very Short Introduction (2011) | Owen Davies, Paganism: A Very Short Introduction (2011) |
| ------------------------------------------------------- | --- |
| Original en anglès                                      | It is crucial to stress right from the start that until the 20th century, people did not call themselves pagans to describe the religion they practised. The notion of paganism, as it is generally understood today, was created by the early Christian Church. It was a label that Christians applied to others, one of the antitheses that were central to the process of Christian self-definition. As such, throughout history it was generally used in a derogatory sense. |
| Traducció al català                                     | És crucial fer èmfasi des del principi sobre el fet que, fins al segle xx, la gent no descrivia la seva religió com una religió pagana. La noció de paganisme, tal com l'entenem avui dia, va ser creada per l'església catòlica primerenca. Era un identificatiu que els cristians aplicaven als altres, una de les antítesis que eren centrals al procés d'autodefinició cristiana. Per tant, al llarg de la història, la paraula ha sigut emprada de manera derogatòria.      |

| Peter Brown, Late Antiquity (1999) | Peter Brown, Late Antiquity (1999) |
| ---------------------------------- | --- |
| Original en anglès                 | The adoption of paganus by the Latin Christians as an all-embracing, pejorative term for polytheists represents an unforeseen and singularly long-lasting victory, within a religious group, of a word of Latin slang originally devoid of religious meaning. The evolution occurred only in the Latin west, and in connection with the Latin church. Elsewhere, Hellene or gentile (ethnikos) remained the word for pagan; and paganos continued as a purely secular term, with overtones of the inferior and the commonplace. |
| Traducció al català                | L'adopció del mot paganus pels cristians llatins com a denominació pejorativa i generalitzadora representa una victòria inesperada i amb repercussions futures, dins d'un grup religiós en concret, d'una paraula llatina que, originalment, era mancada de qualsevol significat religiós. L'evolució d'aquest significat només va tenir lloc a l'oest llatí i en connexió amb l'església llatina. Llevat d'aquí i a tot arreu, es va continuar fent servir "hel·lè" o "gentil" (ethnikos) per a denominar els pagans, mentre que la paraula paganos va continuar amb un significat secular, emprat sovint per a anomenar les classes baixes. |

Els escriptors medievals sovint es pensaven que "pagà" com a paraula religiosa seria un resultat dels patrons de conversió religiosa durant el procés de cristianització d'Europa, on la gent a la ciutat es convertia més ràpidament al cristianisme que no pas a les zones rurals. Un dels problemes amb aquest raonament és que el paganisme es concentrava sobretot a les ciutats.

És probable que el significat actual de pagà provinguí del jargó militar romà. Els cristians primerencs haurien adoptat simbologies militars i s'haurien començat a denominar a si mateixos milites Christi. Un bon exemple d'ús de la paraula paganus pels cristians en un context militar en comptes d'en un context religiós és a De Corona Militis XI.V de Tertul·lià, on el cristià és referit com a pagà.
Apud hunc [Christum] tam miles est paganus fidelis quam paganus est miles fidelis.

Amb ell [Crist] el ciutadà de fe és un soldat i el soldat fidel és ciutadà.
Paganus va adquirir les connotacions religioses a partir del segle IV d.C. Ja a principis del segle v, paganus era usat de manera metafòrica per a referir-se a qualsevol persona que no pertanyia a la comunitat cristiana. Després del saqueig de Roma per part dels visigots, que havia passat només quinze anys després de la persecució de pagans per part dels cristians sota el regnat de Theodosi I, varen començar a circular rumors que deien que els antics déus del panteó romà tenien més cura de la ciutat que el déu cristià. Com a resposta, Agusti d'Hippo va escriure De Civitate Dei Contra Paganos ("Sobre la ciutat de déu contra els pagans"), obra en la qual contrastava la ciutat de l'home amb la ciutat de déu, en la qual tots els cristians n'eren ciutadans. A la vegada titllava els Visigots de pagans.

### Hel·lè
A l'Imperi Romà d'Occident de parla llatina en procés de cristianització, el grec koinè es va associar amb la religió politeista tradicional de l'antiga Grècia i va ser considerat com una llengua estrangera (lingua peregrina). A la segona meitat del segle IV a l'Imperi d'Orient de parla grega, els pagans eren, paradoxalment, més comunament anomenats hel·lens (Ἕλληνες "Grecs"). La paraula havia deixat gairebé completament d'utilitzar-se en un sentit cultural i va mantenir aquest significat aproximadament tot el mil·lenni.
Aquest fenomen va ser influenciat pels cristians primerencs, de tradició jueva, que es distingien dels estrangers segons la religió més que pels estàndards etnoculturals. Com que la cultura hel·lènica era la cultura pagana dominant a l'est romà, es referien als pagans com a hel·lens. El cristianisme va heretar la terminologia jueva per als no jueus i la va adaptar per referir-se als no cristians amb els quals estaven en contacte. Aquest ús està registrat al Nou Testament, mentre que a les epístoles paulines, l'hel·lena gairebé sempre es juxtaposa a l'hebreu, independentment de l'ètnia real.
L'ús d'hel·lè com a terme religiós va formar part inicialment d'una nomenclatura exclusivament cristiana, però alguns pagans van començar a anomenar-se desafiantment hel·lens. Altres pagans fins i tot preferien el significat estret de la paraula d'una àmplia esfera cultural a un grup religiós més específic. Tanmateix, hi havia molts cristians i pagans que es van oposar fermament a l'evolució de la terminologia. L'influent patriarca de Constantinoble Gregori de Nazianz, per exemple, es va ofendre dels esforços imperials per suprimir la cultura hel·lènica (especialment pel que fa al grec parlat i escrit) i va criticar obertament l'emperador.
La creixent estigmatització religiosa de l'hel·lenisme va tenir un efecte esgarrifós en la cultura hel·lènica a finals del segle IV.
A l'antiguitat tardana era possible parlar el grec com a llengua principal sense concebre's a un mateix com a hel·lè. L'ús establert des de fa temps del grec tant a l'Imperi Romà d'Orient com al seu voltant com a llengua franca va permetre que esdevingués central per permetre la propagació del cristianisme, com indica, per exemple, l'ús del grec per a les epístoles de Pau o que el Nou Testament fos escrit en grec. A la primera meitat del segle v, el grec koiné era la llengua en què es comunicaven els bisbes i els Acta Conciliorum ("Actes dels concilis de l'Església") es van registrar originalment en grec.

## Definició
| J.A. North, 1992    | J.A. North, 1992 |
| ------------------- | --- |
| Original en anglès  | It is perhaps misleading even to say that there was such a religion as paganism at the beginning of [the Common Era] ... It might be less confusing to say that the pagans, before their competition with Christianity, had no religion at all in the sense in which that word is normally used today. They had no tradition of discourse about ritual or religious matters (apart from philosophical debate or antiquarian treatise), no organized system of beliefs to which they were asked to commit themselves, no authority-structure peculiar to the religious area, above all no commitment to a particular group of people or set of ideas other than their family and political context. If this is the right view of pagan life, it follows that we should look on paganism quite simply as a religion invented in the course of the second to third centuries AD, in competition and interaction with Christians, Jews and others. |
| Traducció al català | Potser és enganyós dir, fins i tot, que hi havia una religió pagana al principi de [la nostra era] ... És menys confús dir que els pagans, abans de competir amb el Cristianisme, no practicaven cap religió en el sentit modern de la paraula. No tenien ni cap mena de tradició oral sobre rituals o afers religiosos (llevat del debat filosòfic), ni cap sistema de creences organitzat a seguir, ni cap institució d'autoritat religiosa i, per damunt de tot, tampoc cap conjunt d'idees religioses independents de la família o del seu propi context polític. Si aquesta definició és la correcta per a definir l'estil de vida pagà, no podem parlar d'una religió pagana fins als segles II i III d.C., una religió en competència amb els cristians, els jueus i les altres religions. |

Definir el paganisme és complex i problemàtic. És important comprendre el context de la seva terminologia associada. Els primers cristians es referien a la diversa varietat de cultes que els envoltaven com a un sol grup per raons de conveniència i retòrica. Mentre que el paganisme generalment implica politeisme, la distinció principal entre els pagans clàssics i els cristians no era una de monoteisme versus politeisme, ja que no tots els pagans eren estrictament politeistes i molts creien en una divinitat suprema. Tanmateix, la majoria de pagans creien en l'existència d'una classe de déus o dèmons subordinats (vegeu henoteisme) o emanacions divines. Per als cristians, la distinció més important era si algú adorava o no únicament aquella divinitat considerada creadora o superior.
Referir-se al paganisme com a religió indígena precristiana és igualment insostenible. No totes les tradicions històriques paganes eren precristianes o indígenes dels seus llocs de culte. A causa d'això, la definició actual i més acceptada de paganisme ha englobat tradicionalment les cultures col·lectives pre-cristianes i no cristianes del món clàssic.

## Percepció
El paganismen va arribar a ser associat pels cristians a un sentit d'hedonisme, que representava els individus sensuals, materialistes, indulgents, despreocupats i desinteressats. Els pagans eren generalment descrits amb estereotips mundans, especialment entre aquells que cridaven l'atenció sobre el que percebien com les limitacions del paganisme. GK Chesterton va escriure: "El pagà es va proposar, amb un sentit admirable, gaudir de si mateix. Al final de la seva civilització havia descobert que un home no pot gaudir i seguir gaudint de qualsevol altra cosa". En fort contrast, el poeta Swinburne comentaria sobre aquest mateix tema: "Has vençut, oh pàl·lid galileu; el món s'ha tornat gris per la teva respiració; hem begut de les coses leteanes i ens hem alimentat de la plenitud de la mort."

## Segons laBíbliacristiana
| «                    | La conversió dels pagans Jahvè, la meva fortalesa i empara, el meu refugi en dia de tràngol! Cap a vós vindran els pagans d'un extrem de la terra i diran: «Els nostres pares no han posseït més que mentida, vanitat i inutilitat; l'home, ¿ha de fer-se déus, quan no ho són, de déus?» Per això, jo els faré conèixer aquesta vegada, els faré conèixer la meva mà i el meu poder, i sabran que el meu nom és Jahvè. | » |
| — «Jahvè» & Jeremies | |   |